# Павленко Сергій Васильович
Сергій Васильович Павленко (5 травня 1952, Суми — 3 лютого 2012, Москва) — радянський російський композитор симфонічних та музично-камерних жанрів. Учень Миколи Сидельникова і Едісона Денисова, говорив про їх вплив на свою творчість до кінця життя. Музичний керівник Театру на Таганці (1976—1982).

## Життєпис
Народився 5 травня 1952 року в Сумах, УРСР, виріс в Ростові-на-Дону.
Навчався у:
- Московська державна консерваторія імені П. І. Чайковського (1972—1977) по класу композиції Миколи Сидельникова і по класу інструментування Едісона Денисова.
- Аспірантура Московської державної консерваторії імені П. І. Чайковського (1977—1980).

У 1976 році в двадцятичотирирічному віці, ще навчаючись в Московській консерваторії, обійняв посаду музичного керівника Театру на Таганці. Брав участь у випуску вистав «Майстер і Маргарита», «Злочин і кара», «Три сестри», «Володимир Висоцький» та інших. Автор музики до вистави «Книга скарг» (за Чеховим). Створив для театру кілька вистав, які йшли на малій сцені. У 1982 році пішов з театру і зайнявся композиторською діяльністю.
Композиторські інтереси Павленка — у сфері симфонічних та камерно-музичних жанрів. Кілька творів написав на замовлення Міжнародного ансамблю саксофонів Жан-Марі Лонде, голландського квартету кларнетів Анрі Бока, німецького ансамблю валторн Westdeutsches Hornen, кларнетистів Гаррі Спаарная (Нідерланди) і Жака Меррера (Франція), клавесиністки Петьї Кауфман (Швейцарія), духового оркестру університету Таллахассі (штат Флорида, США).
У 1988 році «Пастораль» для квінтету саксофонів Павленка завоювала першу премію на Міжнародному конкурсі композиторів у Парижі.
Лауреат кількох міжнародних композиторських конкурсів.
У 2010 році взяв участь у конкурсі композиторів YouTube з твором «Петербурзькі сновидіння», серед тринадцяти учасників пройшов у фінал, але лауреатом не став.
Помер від зупинки серця 3 лютого 2012 року в Москві. Похований у Москві на Ніколо-Архангельському кладовищі.

### Особисте життя
Був одружений з Тамарою Катаєвою.

## Участь у творчих організаціях
- Член Спілки композиторів СРСР
- Член Спілки композиторів Росії, член правління Спілки московських композиторів (регіональна організація)
- Член Асоціації сучасної музики-2 (АСМ-2)

## Твори
- Соната № 1 (1974—1975)
- Соната № 2 (1981)
- «На манір Гогена» для кларнета, скрипки, віолончелі та фортепіано (1994)
- L'Imparfait («Піднесення пам'яті Едісона Денисова») для флейти, кларнета, струнного тріо і фортепіано (1997)
- s.pavlenko@scherzo.ru для ансамблю (2001)
- «Портрет композитора в інтер'єрі» («Віктору Єкімовському в день виходу на заслужений відпочинок, дружньо») для 7 виконавців (2007)
- «Векторний простір» для ансамблю (2008)
- «Петербурзькі сновидіння» для симфонічного оркестру (2010)